# Феодор Философ Болгарский (Камский)
Феодор Философ Бо́лгарский (Камский) (в летописи – Феодор Иерусалимлянин; ? — 21 апреля 1323 г., город Булгар /Болгар/) — купец, русский православный святой, мученик.
Память совершается (по юлианскому календарю): 21 апреля — в день кончины, в Соборе Казанских святых.

## Происхождение, род занятий
Краткое сообщение о мученической кончине Феодора в городе Булгар (Болгар) и дальнейшем возведении в связи с этим церкви в Твери содержится под 6831 (1323) г. в Патриаршей или Никоновской летописи. 	
Известно, что он являлся богатым купцом, торговавшим в городах Поволжья.
Прозвище Феодора – Иерусалимлянин – даёт возможность предположить, что он был выходцем из Святой Земли или Византии.
Другое прозвище – Философ – свидетельствует, что Феодор являлся очень образованным человеком, ревностным христианином, хорошо знавшим Священное Писание.

## Мученическая кончина
21 апреля 1323 г. Феодор Иерусалимлянин вступил в Булгаре (Болгаре), где он, вероятно, находился по торговым делам, в открытый спор о вере с местными мусульманами. Не сумев переубедить его, мусульмане убили («замучиша») купца-проповедника.

Того же лета в Болгарех, иже на Волзе и Каме, замучиша некоего христианина Иерусолимлянина, гостя суща, много богатьства имуще, и много философии изучена, именем Феодора; и пряшеся с ними о вере, они же окаании не стерпеша своего поругания, замучиша его за православную веру христьаньскую, месяца Апреля 21 день.— Летописный сборник, именуемый Патриарщею или Никоновскою летописью
По одной из версий, убийство Феодора стало результатом политики гонения на христиан, устроенным ханом Золотой Орды Узбеком, принявшим ислам и начавшим насаждать его в качестве государственной религии.
Одобренные этим булгары схватили Феодора и попытались заставить его отречься от Христа. Получив же отказ и встретив отповедь мусульманству, они подвергли его мучениям и убили.
Историк Н. С. Борисов предположил, что Феодор совершил этот поступок сознательно. Он писал в своей книге «Иван Калита», что:
Это произошло 21 апреля 1323 года. В этот день по церковному календарю празднуется память древнего христианского мученика Феодора, «иже в Пергии». Более того, память ещё двух мучеников с тем же именем празднуется накануне (Феодор Трихина, 20 апреля) и на следующий день (Феодор Сикеот, 22 апреля). Видимо, именно в день своих именин, подражая первым христианским мученикам, Феодор Иерусалимлянин решил публично исповедать свою веру перед иноверцами, за что и поплатился жизнью.

## Почитание
В том же 1323 г. в Твери игуменом Иоанном Цареградцем (судя по всему, также являвшимся выходцем из Византии) мученичество Феодора было увековечено постройкой каменной церкви.

Того же лета совершена бысть и свещена церковь камена во Твери во имя святаго Феодора, юже соверши и украси игумен некий, именем Иван Цареградец.— Летописный сборник, именуемый Патриарщею или Никоновскою летописью
Согласно одной из версий, сам Феодор жил в Твери и начал постройку церкви в честь своего святого, законченную уже Иоанном Цареградцем.
Н. С. Борисов отмечал, что Феодоровский (Фёдоровский) монастырь, в котором игуменствовал Иоанн Цареградец, «был расположен на островке у впадения речки Тьмаки в Волгу, прямо под стенами тверского кремля», и «строительство каменного храма велось, несомненно, под надзором тверского епископа Варсонофия – ставленника митрополита Петра». 
При этом он отмечает, что:
Второй каменный храм Твери стал памятником всем христианам-мученикам, павшим от рук иноверцев.
Сохранились две рукописи на греческом языке, исполненные в Фёдоровском монастыре. Одна из них, хранящаяся в Ватиканской библиотеке в Риме, согласно записи, выполнена в 1317 – 1318 году «по поручению и заботами Фомы Сириянина в пределах России в городе, называемом Тверь, в монастыре святых великомучеников Фёдора Тирона и Фёдора Стратилата».
Как отмечается в работе Л. М. Евсеевой, И. А. Кочеткова и В. Н. Сергеева «Живопись древней Твери»:.
Фёдоровский монастырь, возможно, стал культурным центром, служившим проводником философских и художественных идей Византии в Твери.

## Версия захоронения
В 2010 г. во время раскопок на Булгарском городище было найдено захоронение человека, являющееся уникальным для этого региона. Эта уникальность определяется необычным обрядом захоронения (умерший располагался в могиле в сидячем положении, голова находилась в ногах, в руки усопшего был вложен массивный бронзовый крест со втулкой для шеста).
По морфологическим и краниометрическим данным костяк был определён как мужской, зрелого возраста (35 – 45 лет). Рост умершего в пределах 158 – 163 см. Антропологический тип – европеоидный с чертами средиземноморского типа (узкое невысокое лицо с резко выступающим носом). Сравнительный краниологический анализ черепа с различными этнокультурными группами (представителями разных антропологических типов) показал наибольшую его морфологическую близость к южно-европеоидным популяциям (армяне, жители средневекового Херсонеса и т.д.).
Согласно одному из предположений, эти останки могут принадлежать мученику Феодору, так как нет никаких указаний на то, что его тело было перевезено и захоронено в Твери.
Судебно-медицинским экспертом Наилем Рахматуллиным создана скульптурная реконструкция головы предполагаемого мученика Феодора, которая находится в Болгарском государственном историко-архитектурном музее-заповеднике.